# Alisha Boe
Alisha Ilhaan Bø (sinh ngày 6 tháng 3 năm 1997), nghệ danh: Alisha Boe, là một nữ Diễn viên người Na Uy.

## Danh sách phim

### Điện ảnh
| Năm  | Tên                    | Vai            | Ghi chú |
| ---- | ---------------------- | -------------- | ------- |
| 2008 | Amusement              |                |         |
| 2009 | He's On My Mind        | Laci           |         |
| 2009 | Plastic Makes Perfect! | Brooke         |         |
| 2012 | Paranormal Activity 4  | Tara           |         |
| 2017 | 68 Kill                | Violet         |         |
| 2017 | Gates of Darkness      | Alexa O'Connor |         |